# Microtus mexicanus
Microtus mexicanus är en däggdjursart som först beskrevs av Henri Saussure 1861.  Microtus mexicanus ingår i släktet åkersorkar och familjen hamsterartade gnagare. IUCN kategoriserar arten globalt som livskraftig.
Vuxna exemplar är 109 till 127 mm långa (huvud och bål), har en 24 till 35 mm lång svans och väger 29 till 48 g. Bakfötterna är 17 till 21 mm långa och öronen är 12 till 15 mm stora. Pälsen på ovansidan är spräcklig kanelbrun med ljusare eller mörkare nyanser. Vid kroppens sidor har pälsen allmänt en ljusare färg. På undersidan kan pälsen vara vit, ljusgrå eller ljus kanelbrun. Den korta svansen är vanligen lite ljusare på undersidan.
Denna gnagare förekommer i bergstrakter i Mexiko och i sydvästra USA. Utbredningsområdet ligger 1200 till 4115 meter över havet. Arten lever i bergsskogar som gränser mot ökenliknande landskap i lägre trakter.
Microtus mexicanus äter gräs samt andra växtdelar som blad och stjälkar. Arten kan leva i regioner som är mycket torr. Per kull föds i genomsnitt 2,4 ungar vad som är betydlig färre än hos andra sorkar. Ibland föds upp till 6 ungar men honan har bara 4 spenar vad som skiljer Microtus mexicanus från de flesta andra åkersorkar där honor har 8 spenar. Troligen sker fortplantningen under varma och fuktiga tider. Individerna vistas på marken och de är främst aktiva tidig på morgonen och under eftermiddagen. Allmänt är arten mer dagaktiv än andra släktmedlemmar.

## Underarter
Arten delas in i följande underarter:
- M. m. mexicanus
- M. m. hualpaiensis

Wilson & Reeder (2005) listar hualpaiensis istället som synonym.